# Blauwe Bos
Het Blauwe Bos is een ruim 300 ha groot bos- en natuurgebied in het oosten van Friesland.. Het ligt midden in een landbouwgebied in de driehoek Haulerwijk, Haule en Waskemeer. Het is eigendom van de staat en wordt beheerd door Staatsbosbeheer.
Het Blauwe Bos werd tussen 1900 en 1920 aangelegd door herbergier Pieter Kok (herberg Het Bruine Paard in Haulerwijk) rond zijn huis. Tussen 1935 en 1960 werd het bos uitgebreid door Lambertus Kok, die er een huis liet bouwen: Kokshiem. Hij droeg later het bos over aan Staatsbosbeheer op voorwaarde dat hij en zijn vrouw Grietje Wijchman er begraven mochten worden. Hun begraafplaats ligt in het noordoosten van het bos.
Het bos dankt volgens de overlevering zijn naam aan de blauwachtige kleur die het bos krijgt door de blauwsparren die er groeien. Een andere verklaring van de naam gaat uit van het feit, dat het woord "blauw" vroeger veel gebruikt werd in de betekenis van "slecht, onvolwaardig". Dat zou passen bij het feit dat de bossen zijn geplant op zure veen- en heidegronden.
De begroeiing bestaat voornamelijk uit naaldbomen afgewisseld met enkele tientallen ha aan heiderestanten. Hierin treft men verschillende uitgeveende plassen aan. Op de natte heidevelden vindt men veel zonnedauw en plaatselijk de klokjesgentiaan.

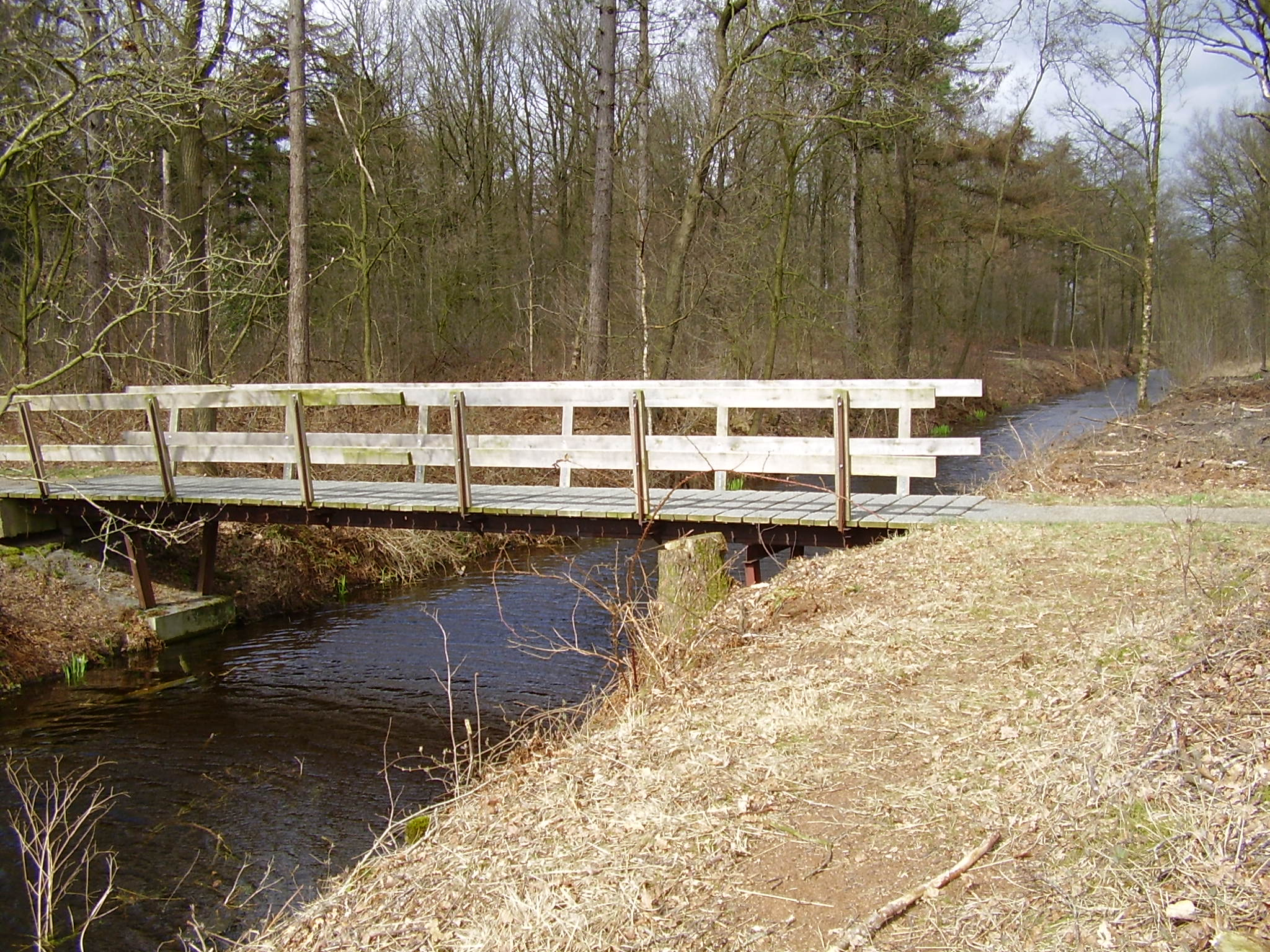
Fietsbrug over de Haulervaart in het Haulerveld
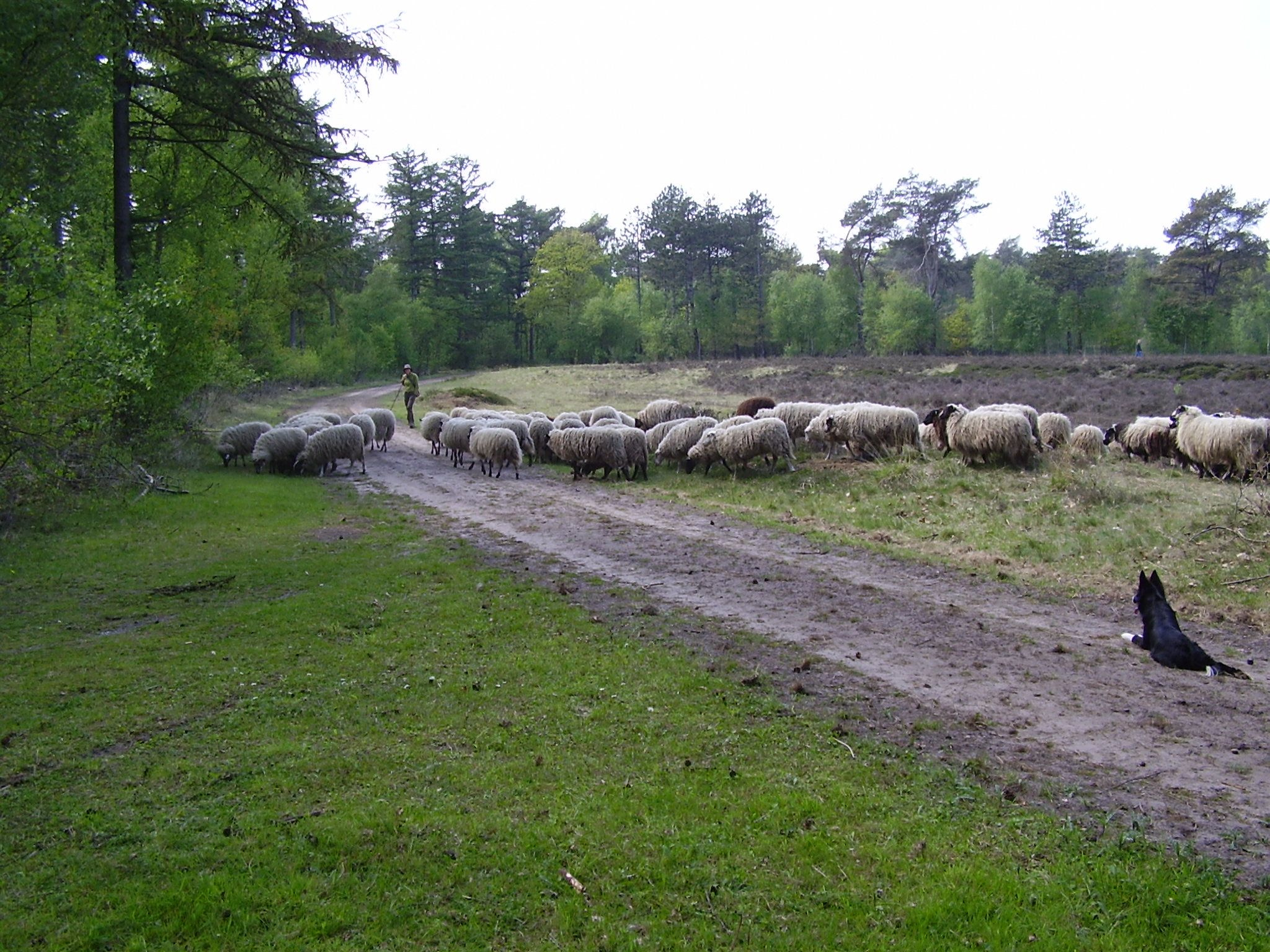
Schaapskudde in het Blauwe Bos
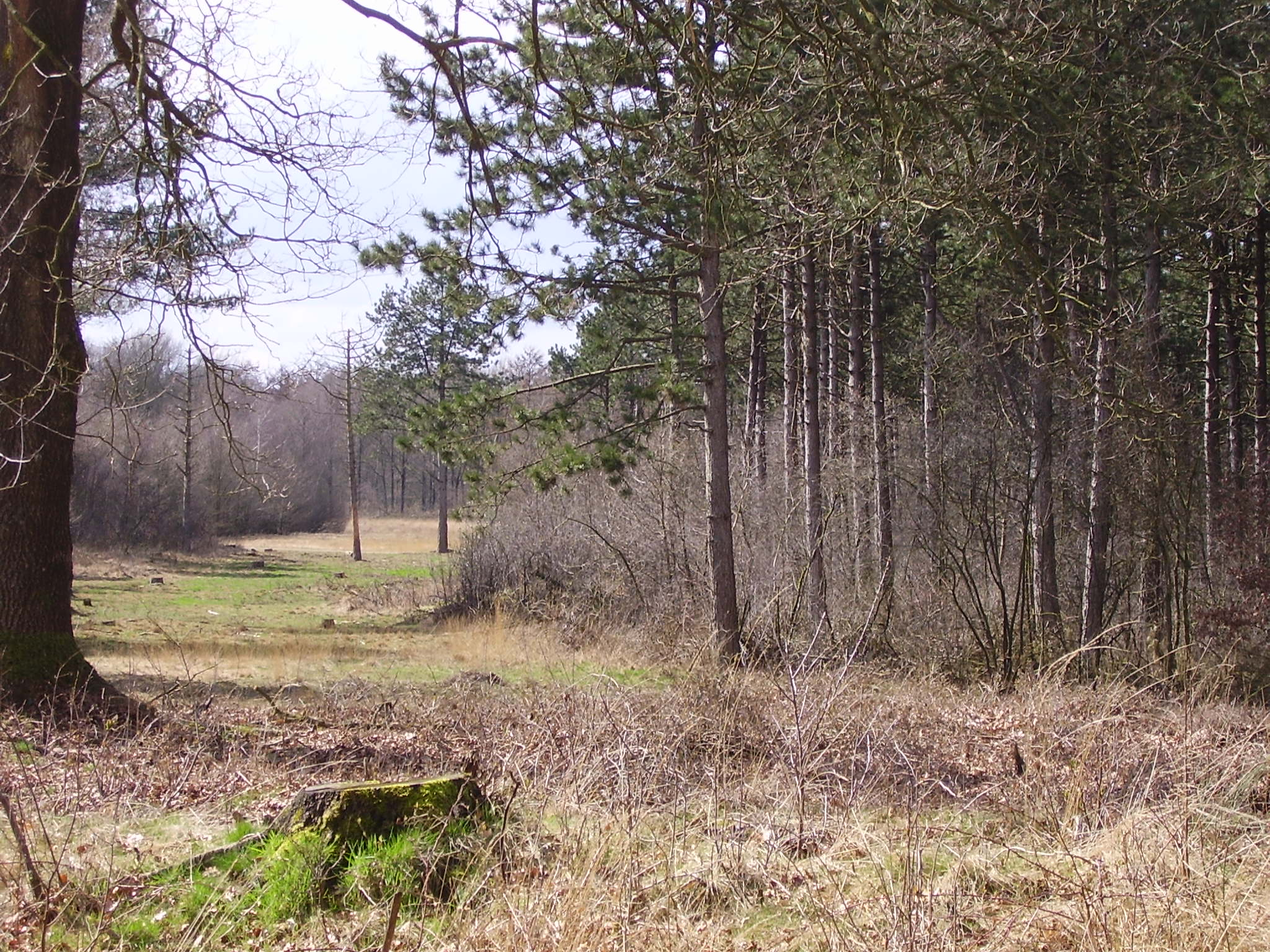
Afwisseling van bos en open terrein